# Uruša
Uruša è una cittadina della Russia estremo-orientale, situata nella oblast' dell'Amur. Dipende amministrativamente dal rajon Skovorodinskij.
Sorge nella parte nordoccidentale della oblast', sulla sponda sinistra del fiume omonimo; è una stazione lungo la ferrovia Transiberiana.